# Louis Vallin

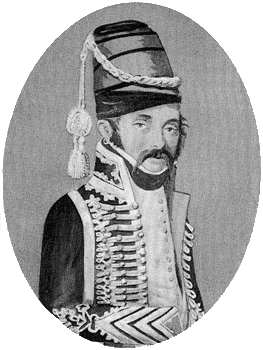
Louis Vallin

Louis Vallin (* 16. August 1770 in Dormans; † 25. Dezember 1854 in Paris) war ein französischer Général de division der Kavallerie.

## Leben
Vallin war ein Sohn des Offiziers Joseph Édmond Vallin und dessen Ehefrau Marie Anne Labouret. Nach seiner Erziehung durch Hauslehrer besuchte er das Collège Louis-le-Grand um Jura zu studieren.
Begeistert von den Idealen der Revolution brach er sein Studium ab und tr at als Freiwilliger in die Armee ein. Seinen ersten Dienst leistete er unter Marschall Nikolaus von Luckner und wurde auch mehrmals befördert.
Wenig später wechselte er als Adjutant in den Stab von General Jean Hardy und kämpfte unter dessen Führung u. a. bei Fleurus (26. Juni 1794) und nahm an der Belagerung von Maastricht teil.
Nach weiteren Beförderungen wechselte Vallin als Chef de bataillon zu General François Séverin Marceau und kämpfte auch in der Schlacht bei Wagram (5./6. Juli 1809). Im darauffolgenden Jahr heiratete Vallin in Paris am 12. Juli Saubade Garat (1769–1821), eine Tochter von Martin Garat, dem Generaldirektor der Banque de France. Sie hatten zwei Töchter: Léonie-Louise, die später den Bürgermeister von Mende, Jules André Borelli de Serres heiratete und Marie-Louise, die später den Staatsrat Louis François Basset de Châteaubourg heiratete.
Vallin nahm 1812 an Napoleons Russlandfeldzug teil und war in mehreren Schlachten eingesetzt.
Nach der Schlacht bei Paris (30. März 1814) und der Abdankung Napoleons (→Vertrag von Fontainebleau) wurde Vallin zum Parteigänger der Bourbonen.
am 3. Juli 1815 wurde er von König Ludwig XVIII. mit dem Ehrentitel eines Lieutenant-général versehen.
Als sich nach Restauration und Julirevolution wieder konsolidierte, kam Vallin – nach kurzer Suspendierung – wieder in Amt und Würden.
1823 nahm er an der Invasion in Spanien teil (→Trienio Liberal). Als er im darauffolgenden Jahr wieder nach Frankreich zurückkehrte, wechselte er aus dem aktiven Dienst und übernahm mehr administrative Aufgaben. Er leitete einige Kommissionen zur Neustrukturierung der Armee (insbesondere der Kavallerie) und fungierte 1827 als Generalinspekteur der Kavallerie.
Am 1. Januar 1853 wurde Louis Vallin offiziell in den Ruhestand verabschiedet. Er starb im Alter von 84 Jahren am 25. Dezember 1854 in Paris und fand dort auch seine letzte Ruhestätte.

## Ehrungen
- 25. März 1804 Chevalier der Ehrenlegion
- 30. Mai 1809 Officier der Ehrenlegion
- 15. August 1809 Baron de l’Émpire
- 13. September 1813 Commandeur der Ehrenlegion
- 1814 Chevalier des Ordre royal et militaire de Saint-Louis
- 17. August 1822 Vicomte de l’Émpire
- 1. Juni 1823 Grand Officier der Ehrenlegion
- 3. November 1827 Commandeur des Ordre royal et militaire de Saint-Louis
- 1923 Russischer Orden des Heiligen Georg, 3. Klasse
- Orden der Eisernen Krone
- Sein Name findet sich am östlichen Pfeiler (12. Spalte) des Triumphbogens am Place Charles-de-Gaulle (Paris)